# Sd.Kfz.
Sd.Kfz. (nemško Sonderkraftfahrzeug) je nemška vojaška kratica, ki označuje močno vozilo za posebne namene, med katere spadajo tanki, transporterji, izvidniška vozila in druga posebna vozila.